# Microtrochalus xanthocerus
Microtrochalus xanthocerus är en skalbaggsart som beskrevs av Hermann Burmeister 1855. Microtrochalus xanthocerus ingår i släktet Microtrochalus och familjen Melolonthidae. Inga underarter finns listade i Catalogue of Life.